# Massingy-lès-Semur
Massingy-lès-Semur är en kommun i departementet Côte-d'Or i regionen Bourgogne-Franche-Comté i östra Frankrike. Kommunen ligger i kantonen Semur-en-Auxois som tillhör arrondissementet Montbard. År 2022 hade Massingy-lès-Semur 152 invånare.

## Befolkningsutveckling
Antalet invånare i kommunen Massingy-lès-Semur
Referens:INSEE